# Maria Teresa av Luxemburg
Storhertiginnan Maria Teresa av Luxemburg, född señorita Mestre y Batista den 22 mars 1956 i Marianao, Havanna på Kuba, är hustru till storhertig Henri av Luxemburg.
Hon är dotter till bankiren José Antonio Mestre och María Teresa Batista y Falla. Hennes föräldrar flyttade till New York 1960 efter Fidel Castros revolution och 1965 emigrerade de till Schweiz. Hon träffade Henri när de båda studerade på universitetet i Genève. Storhertiginnan var schweizisk medborgare vid giftermålet med Henri 1981. Tillsammans har de fem barn.

## Barn
1. Arvstorhertig Guillaume Jean Joseph Marie, född 11 november 1981, gift 19 oktober 2012 med Stéphanie de Lannoy, född 18 februari 1984
2. Félix Léopold Marie Guillaume, född 3 juni 1984, gift 17 september 2013 med Claire Margareta Lademacher, född 21 mars 1985
3. Louis Xavier Marie Guillaume, född 3 augusti 1986, gift 29 september 2006 med Tessy Antony, född 28 oktober 1985
4. Alexandra Joséphine Teresa Charlotte Marie Wilhelmine, född 16 februari 1991
5. Sébastien Henri Marie Guillaume, född 16 april 1992

## Barnbarn
- Gabriel de Nassau (f. 2006, son till prins Louis)
- Noah de Nassau (f. 2007, son till prins Louis)
- Amalia av Luxemburg, (f. 2014, dotter till prins Félix)
- Liam av Luxemburg, (f. 2016, son till prins Félix)